# Барнфут (Донегол)
Барнфут (англ. Burnfoot [барнфут]; ірл. Bun na hAbhann) — село в Ірландії, знаходиться в графстві Донегол (провінція Ольстер).

## Демографія
Населення — 398 людей (за даними перепису 2006 року). В 2002 році населення складало 240 людей.
Дані перепису 2006 року:
| Загальні демографічні показники' |               |                           |                           |      |      |
| Усе населення                    | Усе населення | Зміни населення 2002–2006 | Зміни населення 2002–2006 | 2006 | 2006 |
| 2002                             | 2006          | люд.                      | %                         | чол. | жін. |
| 240                              | 398           | 158                       | 65,8                      | 199  | 199  |